# Comuna de Maków
Maków (polaco: Gmina Maków) é uma gminy (comuna) na Polónia, na voivodia de Lodz e no condado de Skierniewicki. A sede do condado é a cidade de Maków.
De acordo com os censos de 2004, a comuna tem 5993 habitantes, com uma densidade 72,2 hab/km².

## Área
Estende-se por uma área de 82,97 km², incluindo:
- área agricola: 67%
- área florestal: 25%

## Demografia
Dados de 30 de Junho 2004:
|                      | Total   | Total | Mulheres | Mulheres | Homens  | Homens |
| -------------------- | ------- | ----- | -------- | -------- | ------- | ------ |
|                      | pessoas | %     | pessoas  | %        | pessoas | %      |
| População            | 6008    | 100   | 3007     | 50,05    | 3001    | 49,05  |
| Densidade (pop./km²) | 72,2    | 100   | 36,4     | 36,4     | 35,8    | 35,8   |

De acordo com dados de 2002, o rendimento médio per capita ascendia a 1233,67 zł.

## Subdivisões
- Dąbrowice, Jacochów, Krężce, Maków, Maków-Kolonia, Pszczonów, Słomków, Wola Makowska.

## Comunas vizinhas
- Godzianów, Lipce Reymontowskie, Łyszkowice, Skierniewice, Skierniewice